# Condominium (staatsvorm)
Een condominium is een "staat van gedeelde soevereiniteit". In de praktijk wordt deze term ook gebruikt voor een gebied waarvoor deze situatie van toepassing is.
Als staatsvorm zijn condominia een zeldzaam en over het algemeen ook zeer instabiel fenomeen. Het grootste probleem doet zich voor wanneer er conflicten rijzen tussen de betrokken soevereine machten, of wanneer de onderlinge samenwerking het laat afweten.

## Bestaande condominia
Er bestaan nog circa tien condominium-gebieden; het exacte aantal is niet zeker, omdat het afhankelijk is van definitie en perspectief.
- De Moezel staat, waar deze als grens dient tussen Duitsland en Luxemburg, noordelijk van het drielandenpunt met Frankrijk, onder volledig gedeelde soevereiniteit; hetzelfde geldt voor de zijrivier de Sûre en een zijrivier daarvan, de Our, tot aan het drielandenpunt met België. Dit is het gevolg van een artikel in het Verdrag van Versailles. Dit gehele gebied is tevens een gemeentevrij gebied, zowel in Duitsland als in Luxemburg.
- Het Bodenmeer is een condominium van Duitsland, Zwitserland en Oostenrijk.
- Het Fazanteneiland, tussen Frankrijk en Spanje in de rivier de Bidasoa tussen Hendaye en Irun, is een condominium: het staat jaarlijks zes maanden onder Spaanse en zes maanden onder Franse jurisdictie, maar beide landen claimen het gehele jaar door het recht de eigen onderdanen te berechten voor aldaar gepleegde overtredingen.
- Andorra wordt soms als condominium (van Frankrijk en Spanje) beschouwd, maar vaker als een co-vorstendom: aan Spaanse zijde is namelijk niet de Spaanse koning maar de bisschop van Urgell co-vorst.

Andere voorbeelden, die hoofdzakelijk het resultaat zijn van grensconflicten:
- Een lange strook in de Eems-Dollard is in de praktijk een condominium omdat Nederland en Duitsland het niet eens zijn over de ligging van de grens.
- De Golf van Fonseca, het drielandenpunt tussen Honduras, El Salvador en Nicaragua.
- De Kaspische Zee, waarvan Iran beweert dat zij niet is verdeeld tussen de vijf omringende landen.

In Bosnië en Herzegovina is het district Brčko een officieel condominium van de Federatie van Bosnië en Herzegovina en de Servische Republiek. Van 1878 tot 1918 was Bosnië-Herzegovina zelf een condominium.
Ook Antarctica kan een condominium genoemd worden: het staat onder het bestuur van een twaalftal staten die verenigd zijn in de Consultatieve Vergadering (ATCM). Antarctica is immers niet omschreven als een "common heritage of mankind".
In het kort komt het erop neer, dat, met uitzondering van Andorra, alle nog bestaande condominia een wateroppervlak behelzen, dan wel niet of nauwelijks bewoond zijn, dan wel slechts de facto bestaan.

## Condominia in het verleden
In het verleden heeft de wereld veel condominia gekend.
- Soedan stond in de jaren 1899–1956 onder gedeelde Brits-Egyptische soevereiniteit. Daar Egypte eveneens door de Britten beheerst werd, leidde dit niet tot problemen, totdat Egypte onafhankelijk werd en eveneens aanspraak op Soedan maakte.
- Bosnië, dat van 1878 tot 1908 door Oostenrijk-Hongarije en het Osmaanse Rijk werd bestuurd. In 1908 annexeerde Oostenrijk-Hongarije het gebied met een bestuur dat werd gedeeld tussen Oostenrijk en Hongarije.
- De Nieuwe Hebriden, die onder de naam Vanuatu in 1980 onafhankelijkheid verwierven, stonden van 1906 tot 1980 onder gezamenlijk Brits en Frans bestuur. Het condominium stond in de volksmond ook wel bekend als het "Pandemonium", en werd beschouwd als de meest inefficiënte staatsvorm die men zich kon voorstellen. De bevolking had te maken met twee bureaucratieën, twee sterk van elkaar verschillende wetsystemen, twee gevangenissen (in de Franse werd wijn geschonken) en twee ziekenhuizen; bezoekers moesten langs twee douanekantoren. Vele ni-Vanuatu geloofden zelfs dat de Britse koningin en de Franse president een echtpaar waren dat wegens onmin gescheiden leefde, hetgeen de voortdurende conflicten en inconsistenties zou verklaren.
- Nederland en België hebben ook hun condominium gekend: het ministaatje Neutraal Moresnet, dat van 1816 tot 1919 achtereenvolgens onder Nederlands-Pruisisch, Belgisch-Pruisisch en Belgisch-Duits gezag stond. Ook Maastricht was tussen 1632 en 1794 een condominium van de Republiek der Nederlanden en het prinsbisdom Luik (Zie Tweeherigheid van Maastricht).
- In 1922 werd tussen de Britten en Saoedi-Arabië een trapeziumvormige Neutrale Zone tussen Irak en Saoedi-Arabië overeengekomen, die tot 1991 bleef bestaan. Hetzelfde Protocol van Uqair bepaalde ook een neutrale zone tussen Koeweit en Saoedi-Arabië, die in 1971 werd verdeeld.
- Nederland en Pruisen en later Duitsland deelden tot 1949 de Neutraleweg bij Gennep.
- Condominia van Baden en Württemberg, nu deel van de deelstaat Baden-Württemberg: Kürnbach, Widdern, Edelfingen, Bernbrunn, Burgau en Warmtal. Sommige hiervan zijn pas bij een gemeentelijke herindeling in 1975 opgeheven.
- De Internationale Zone van Tanger, een territorium ter grote van 373 vierkante kilometer, gelegen aan de Straat van Gibraltar. Het heeft bestaan van 1923 tot 1956 en werd - hoewel formeel onder Marokkaanse soevereiniteit - bestuurd door een aantal westerse mogendheden. Deze Internationale Zone kan worden beschouwd als een de facto condominium.
- Tijdens de Spaanse Successieoorlog werd het Anglo-Bataafs condominium gevestigd over een groot deel van de Zuidelijke Nederlanden, een bezettingsbestuur van de Republiek der Zeven Verenigde Nederlanden en het Koninkrijk Groot-Brittannië (1706-1716).